# Hôpital Carlos III
L’hôpital Carlos III (en espagnol : Hospital Carlos III) est un hôpital public situé à Madrid. Il dépend du Service madrilène de santé (SERMAS).